# Łupkowa
Łupkowa är ett berg i Tjeckien.   Det ligger i regionen Olomouc, i den östra delen av landet, 190 km öster om huvudstaden Prag. Toppen på Łupkowa är 946 meter över havet, eller 56 meter över den omgivande terrängen. Bredden vid basen är 1,7 km.
Terrängen runt Łupkowa är huvudsakligen kuperad.Runt Łupkowa är det ganska tätbefolkat, med 52 invånare per kvadratkilometer. Närmaste större samhälle är Jeseník, 14,2 km öster om Łupkowa. I omgivningarna runt Łupkowa växer i huvudsak blandskog.